# Kmart

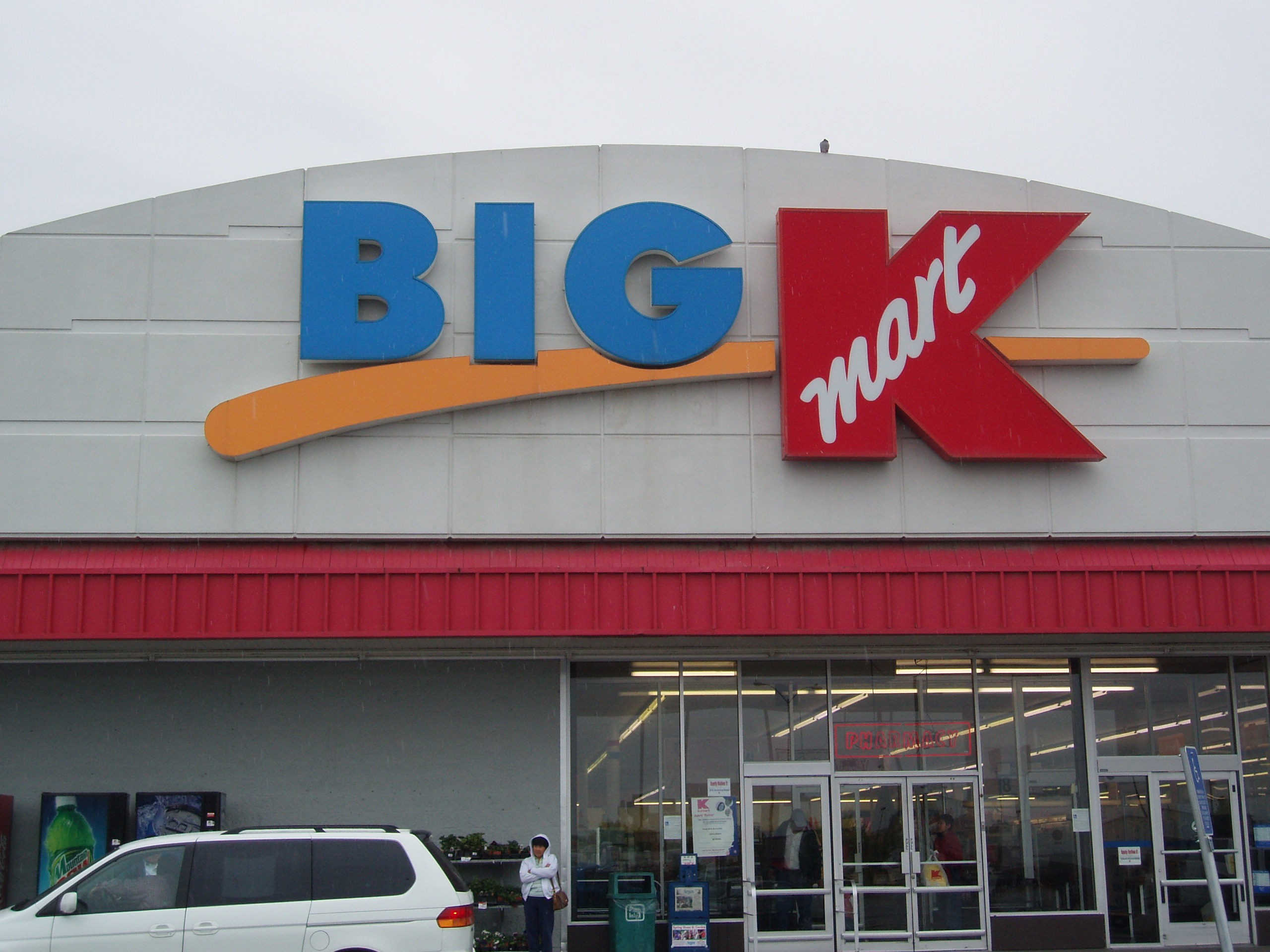
Ein Big Kmart in Ontario, Oregon (Mai 2006)

Die Kmart Corporation ist eine Handelskette, die in den 1980er Jahren der zweitgrößte Einzelhändler in den Vereinigten Staaten war.
Kmart war auch in Kanada vertreten, die Läden wurden aber Ende 1998 geschlossen bzw. an die Handelskette Zellers verkauft. Wie die Target-Läden gehören kmart genannte Läden in Australien zum Unternehmen Coles Myer; Coles Myer besitzt auch die Rechte am Kmart-Markennamen in Neuseeland.

## Geschichte
Sebastian Spering Kresge gründete seinen ersten Laden, einen Sonderpostenmarkt („five-and-dime store“) zusammen mit einem Geschäftspartner 1899 in Detroit, Michigan, nachdem er als Vertreter Frank Woolworth kennen gelernt hatte. Der Laden wuchs zur Kaufhauskette S. S. Kresge Co., bereits 1912 betrieb die Kette 85 Läden.
In den 1920er Jahren betrieb Kresge größere Läden, die ein breiteres Sortiment von Produkten, Preisen und Merchandising anboten. Diese gelten als Vorbild für das aktuelle Discountformat. Einen Markt von Kresge gab es auch von 1927 bis 1939 im thüringischen Sonneberg.
Das erste Kmart-Kaufhaus wurde 1962 in Garden City, Michigan eröffnet, 17 weitere Kaufhäuser folgten noch im selben Jahr.
1977 änderte die S. S. Kresge Corporation ihren Namen in Kmart Corporation.

## Krise in den 1990ern
In den 1990er Jahren fällte Kmart eine Reihe von Fehlentscheidungen:
- man führte keine computergestützten Systeme ein, wie beispielsweise der Hauptkonkurrent Wal-Mart[8]
- Kmart schüttete hohe Dividenden aus, was auf Kosten der Investitionen und Modernisierung der Filialen ging[9]
- einige Wirtschaftsanalysten sind der Ansicht, dass das Unternehmen keinen unverwechselbaren Markennamen hatte, wie die Konkurrenten Target oder Wal-Mart
- einerseits versuchte Kmart mit Wal-Mart preislich zu konkurrieren, andererseits führte man gleichzeitig hochwertige Produktlinien von Martha Stewart, Kathy Ireland und Jaclyn Smith ein.[9]

2001 versuchte Kmart das unverkennbare und historische „Blaulicht-Special“ wieder einzuführen, das bei 80 % der Bevölkerung als Merkmal für das Unternehmen bekannt war.
Ein Aktienskandal, 2001 von Testimonial Martha Stewart durch Insiderhandel verursacht, schadete dem Image des Unternehmens sehr.
Kmart versuchte gegen Wal-Mart mit tiefen Discountpreisen und durch Einführung von Öffnungszeiten rund um die Uhr anzukämpfen. Wal-Mart hielt jedoch mit eigenen Preissenkungen nicht nur dagegen, sondern unterbot sie noch, und ging schließlich als Sieger aus dem Preiskampf hervor.
Am 22. Januar 2002 beantragte Kmart schließlich Gläubigerschutz nach Kapitel 11 des US-Konkursrechts. Kmart musste mehr als 300 Läden in den Vereinigten Staaten schließen und entließ mehr als 34.000 seiner Mitarbeiter. Als Grund wurde genannt, dass eine Restrukturierung unausweichlich sei.
Am 6. Mai 2003 beantragte Kmart die Beendigung des Insolvenzschutzes, nachdem die Kmart Holding Corporation am 10. Juni 2003 am NASDAQ-Aktienmarkt (als KMRT) gehandelt wurde. Kmart führte einen neuen Standardmarkt mit einem neuen Logo, Layout und Farbschema (Lindgrün und Grau) ein. Das neue Marktdesign zeichnete sich durch breitere Gänge und bessere Beleuchtung aus. Allerdings blieb dadurch weniger Platz für die Waren, weshalb die Produktpalette eingeschränkt und die Auswahl reduziert wurde.

## Fusion mitSears
Kmart und die Handelskette Sears gaben am 17. November 2004 Fusionsabsichten bekannt, die im März 2005 umgesetzt wurden. Mit dem neuen Unternehmen entstand der drittgrößte Handelskonzern in den USA nach Wal-Mart und Home Depot, benannt als Sears Holding mit Hauptsitz in Hoffmann Estates, Illinois; das neue Unternehmen betrieb die beiden bestehenden Marken Sears und Kmart weiter. Das neue Unternehmen Sears Holdings Corporation wurde von einem Aufsichtsrat geführt, das sich aus sieben Mitgliedern von Kmart und drei Mitgliedern von Sears zusammensetzt. De facto und trotz des Namens handelte es sich um eine Übernahme von Sears durch Kmart.
Kmart-Aktienbesitzer erhielten eine Aktie des neuen Unternehmens (Aktienrücktausch). Sears-Aktien wurden umgewandelt in eine Kombination von 55 % Aktien (bei einem Verhältnis von einer alten und ½ neuer Aktien) und 45 % Bargeld (pro Aktie 50 US-Dollar).

## Blue-Light-Kampagnen

### Blue Light Special
Kmart wurde ab 1965 bekannt für sein Blue Light Special: Als Überraschungsmoment ließ ein Ladenmitarbeiter ein mobiles Polizeilicht in einem bestimmten Teil des Marktes erleuchten. Dies galt als Zeichen dafür, dass es dort billige Angebote und Preise gibt. Während der 1970er Jahre gelang es Kmart, damit die Aufmerksamkeit der Konsumenten auf sich zu ziehen und somit einige Konkurrenzfirmen vom Markt zu verdrängen. Dieses Ritual verschwand 1991, um die Kaufgewohnheit der Konsumenten zu ändern. Ein weiterer Grund war laut Firmenangaben, dass andere Unternehmen das Blue Light Special missbraucht hatten.

### Blue Light Always
An die Stelle des Blue Light Specials trat 2001 das Blue Light Always. Der Marktleiter gab zu jeder vollen Stunde eine Billigpreiszone im Laden bekannt. Diese Aktion dauerte jeweils 25 Minuten.
Sobald diese Ansage ausgerufen wurde, stellten alle Angestellten ihre Arbeit kurz ein, klatschten zweimal in die Hände, streckten sogleich ihre geballten Fäuste zur Siegerpose in die Luft und riefen „Blue Light, Blue Light!“ („Blaulicht, Blaulicht!“) – so jedenfalls die Theorie. Diese Methode sollte Aufsehen erregen und mehr Kunden ansprechen. Es scheiterte aber daran, dass einige Filialen dieser Prozedur nicht folgten. Es gibt keine Beweise dafür, dass überhaupt irgendein Angestellter „Blaulicht, Blaulicht“ rief.